# Atac (ziar)
ATAC este un ziar cotidian din România, cunoscut pentru conținutul său tabloid, concentrat pe subiecte mondene, anchete și imagini de tip paparazzi. A fost lansat inițial în 1998 ca săptămânalul Atac la persoană de către Dumitru Dragomir și transformat în cotidian în 2004 de Mihai Ghezea. În 2007 a fost preluat de omul de afaceri Marius Locic, orientându-se spre subiecte mondene. După o perioadă de închidere, publicația a fost relansată sub conducerea lui Ghezea.

## Redacție
- Mihai Ghezea - director general[3]
- Pavel Roman - redactor-șef
- Sorin Ovidiu Bălan - editor
- Gelu Iordache - producție
- Mihail Făgărășanu, Teo Popa - jurnalist investigații-dezvăluiri
- Valeriu Daniel, Alin Cătălinoiu - reporter politic